# Pete Worden
Simon Peter Worden (né le 21 octobre 1949 dans le Michigan) est un ingénieur en aérospatiale, professeur et directeur américain. Il est à la tête de l'Ames Research Center (ARC) à Moffett Field jusqu'à sa retraite le 31 mars 2015.
Ancien membre de l'United States Air Force, il est professeur d'astronomie à l'université de l'Arizona à Tucson et est l'auteur d'environ 150 publications scientifiques. Il est décoré de la NASA Outstanding Leadership Medal et est nommé directeur de l'année 2009 par le Federal Laboratory Consortium (en).
Le 20 juillet 2015, on annonce que Pete Worden fait partie des Breakthrough Initiatives en tant que dirigeant de la Breakthrough Prize Foundation,.

## Biographie
Entre novembre 2001 et février 2002, Simon Pete Worden dirige l'Office of Strategic Influence (OSI).

## Sélection de publications
- (en) Tagliaferri, E., Spalding, R., Jacobs, C., Worden, S.P., and Erlich, A., 1994, Hazards due to Comets and Asteroids, Space Science Series, Tucson, AZ: Edited by Tom Gehrels, M.S. Matthews, and A. Schumann, Published by University of Arizona Press, p.199, “Detection of Meteoroid Impacts by Optical Sensors in Earth Orbit.”
- (en) Worden, Col. S. P., “The Strategic Defense Initiative Organization CLEMENTINE Mission”, Proceedings of the Near-Earth-Object Interception Workshop, January 14–16, 1992.
- (en) Treu, Marvin H., Worden, Simon P., Bedard, Michael G., Bartlett, Randall, K., 1998, Earth, Moon and Planets, 82/83, 27, “USAF Perspectives on Leonid Threat and Data Gathering Campaigns.”
- (en) « Worden, S.P., 1998, Proceedings of the Marshall Institute (Washington, DC: Marshall Institute), “Why We Need the Airborne Laser.” »(Archive.org • Wikiwix • Archive.is • Google • Que faire ?) (consulté le 11 juin 2017)
- (en) Brown, P., Campbell, M.D., Ellis, K.J., Hawkes, R.L., Jones, J., Gural, P., Babcock, D., Barnbaum, C., Bartlett, R.K., Bedard, M., Bedient, J., Beech, M., Brosch, N., Clifton, S., Connors, M., Cooke, B., Goetz, P., Gaines, J.K., Gramer, L., Gray, J., Hildebrand, A.R., Jewell, D., Jones, A., Leake, M., LeBlanc, A.G., Looper. J.K., McIntosch, B.A., Montague, T., Morrow, M.J., Murray, I.S., Nikolova, S., Robichaud, J., Sponder, R., Talarico, J., Theismeijer, C., Tilton, B., Treu, M., Vachon, C., Webster, A.R., Weryk, R., Worden, S.P., 1998, Earth, Moon and Planets, 82/83, 167, “Global Ground-Based Electro-Optical and Radar Observations of the 1999 Leonid Shower: First Results.”
- (en) LeBlanc, A.G., Murray, I.S., Hawkes, R.L., Worden, P., Campbell, M.D., Brown, P., Jenniskens, P., Correll, R.R., Montague, T., and Babcock, D.D., 2000, Mon. Not. Roy. Ast. Soc., “Evidence for Transverse Spread in Leonid Meteors”
- (en) « Hildebrand, A.R., Carroll, K.A., Balam, D.D., Cardinal, R.D., Matthews, J.M., Kuschnig, R., Walker, G.A.H., Brown, P.G., Tedesco, E.F., Worden, S.P., Burrell, D.A., Chodas, P.W., Larson, S.M., Spahr, T.B., and Wallace, B.J., 2001, 32nd Annual Lunar and Planetary Science Conference, Houston, TX, #(en)1790., “The Near-Earth Space Surveillance (NESS) Mission: Discovery, Tracking, and Characterization of Asteroids, Comets, and Artificial Satellites with a Microsatellite.” »(Archive.org • Wikiwix • Archive.is • Google • Que faire ?)
- (en) Worden, S.P., and France, Martin, E.B., Comparative Strategy, 20, No 1, (October-December 2001), 32, “Towards an Evolving Deterrence Strategy: Space and Information Dominance.”
- (en) Worden, S.P., 2001, Aerospace Power Journal, Vol XV, No. 1 (Spring 2001): 50-57, “The Air Force and Future Space Directions: Are We Good Stewards?”
- (en) Worden, S.P., 2002, United States Space Command Press Release, July 15, 2002, “Military Perspectives on the Near-Earth Object (NEO) Threat.”
- (en) Worden, Simon P., and Shaw, John E., September 2002, Whither Space Power? Forging a Strategy for the New Century (Maxwell AFB, AL: Fairchild Paper)(large file)
- (en) Hawkes, R.I., Campbell, M.D., LeBlanc, A.G., Parker, L., Brown, P., Jones, J., Worden, S.P., Correll, R.R., Woodworth, S.C., Fisher, A.A., Gural, P., Murray, I.S., Connors, M., Montague, T., Jewell, D., and Babcock, D.D., 2002, Dust in the Solar System and Other Planetary Systems, Proceedings of the IAU Colloquium 181, Edited by S.F. Green, I.P. Williams, J.A.M. McDonnell and N. McBride (Oxford: Pergamum), COSPAR Colloquia series, Vol 15., “The Size of Meteoroid Constituent Grains: Implications for Interstellar Meteoroids.”
- (en) Brown, P., Spaulding, R.E., ReVelle, D.O., Tagliaferri, E., and Worden, S.P., 2002, Nature, 420, 294, “The Flux of Small Near-Earth Objects Colliding with the Earth.”
- (en) Worden, S.P., 2002, Statement Before the House Science Committee, Space and Aeronautics SubCommittee, U.S. House of Representatives, October 3, 2002, “Near Earth Object Threat.”
- (en) Worden, Simon.P. and Correll, Randall R., 2004, Defense Horizons, number 40, “Responsive Space and Strategic Information”, (Washington, DC: National Defense University)
- (en) Worden, Simon.P. and Johnson-Freese, Joan, 2004, Joint Forces Quarterly, Number 33, “Globalizing Space Security.”
- (en) Ermanno F. Borra, Omar Seddiki, Roger Angel, Daniel Eisenstein, Paul Hickson, Kenneth R. Seddon, and Simon P. Worden, Nature, 2007, “Deposition of metal films on an ionic liquid as a basis for a lunar telescope” 447, 979.